# 刘氏石龙子
刘氏石龙子（学名：Plestiodon liui）为石龙子科石龙子属的爬行动物。在中国大陆，分布于湖北、江苏、浙江等地。该物种的模式产地在江苏南京。本种是1989年由疋田努与赵尔宓根据采集自江苏南京的1号正模标本（幼体）和采自湖北武汉、浙江莫干山3号副模标本（武汉1雄，莫干山2雌）进行描述的。

## 保护
本种于2023年被收录入《有重要生态、科学、社会价值的陆生野生动物名录》。